# 庫斯尼夏
51°16′55″N 24°3′23″E / 51.28194°N 24.05639°E
庫斯尼夏（烏克蘭語：Куснища），是烏克蘭的村落，位於該國西部沃倫州，由科韋利區負責管轄，始建於1510年，面積4.19平方公里，海拔高度198米，2001年該村落人口2,010。